# Sławomir Olszewski (koszykarz)
Sławomir Olszewski (ur. 17 lipca 1981) – polski koszykarz grający na pozycji rzucającego obrońcy. Wychowanek klubu Zastal Zielona Góra. W jego barwach występował przez całą swoją seniorską karierę, od 1999 do 2009 roku. Rozegrał w tym czasie 299 meczów ligowych, co jest 6. wynikiem w historii klubu. W swojej karierze rozegrał 21 meczów w Polskiej Lidze Koszykówki. Karierę koszykarską zakończył w lipcu 2009 roku.